# .asia
.asia je generička internetska domena. Za korištenje ju je odobrila ICANN 19. listopada 2006. godine. Dodjeljuje se uglavnom internetskim stranicama koje su regionalnog karaktera vezanog za Aziju, Australiju i Pacifik.

## Vanjske poveznice
- Popis najviših domena, na iana.org.